# Highwire
Highwire är sextonde spåret på Rolling Stones livealbum Flashpoint, släppt 8 april 1991. Rocklåten skrevs av Mick Jagger och Keith Richards och spelades in i januari 1991. Tillsammans med låten Sex Drive är det de enda låtarna som är inspelade i studio på albumet. Låten släpptes också som singel 11 mars 1991.
Låten är en av få politiska låtar Stones har släppt ifrån sig. (Street Fighting Man och Undercover of the Night är två andra exempel). Texten handlar om det då pågående Kuwaitkriget i Persiska viken 1990 - 1991. Brittiska BBC bannlyste hela första versen på grund av att Stones ifrågasatte kriget.
"We sell 'em missiles, We sell 'em tanks / We give 'em credit, You can call the bank" ("Vi säljer dem missiler, vi säljer dem stridsvagnar / Vi ger dem kredit, det är bara att ringa banken"), lyder de första stroferna på den fyra minuter och 46 sekunder långa låten.
Refräng: "We walk the highwire / Sending the men up to the front line" ("Vi spelar ett högt spel / Då vi skickar fram männen till frontlinjen").

## Medverkande musiker
- Mick Jagger - sång
- Mick Jagger och Keith Richards - elgitarr
- Bill Wyman - elbas
- Charlie Watts - trummor
- Bernhard Fowler - bakgrundssång